# Mission Canyon (California)
Mission Canyon es un lugar designado por el censo ubicado en el condado de Santa Bárbara en el estado estadounidense de California. En el año 2000 tenía una población de 2.610 habitantes y una densidad poblacional de 621.4 personas por km².
Mission Canyon se encuentra directamente en el norte— en el lado de las montañas de la ciudad de Santa Bárbara, y deriva su nombre de la Mission Santa Barbara construida entre Mission Canyon y el centro de la ciudad. El mismo cañón (canyon) es uno de los más dramáticos de las Montañas de Santa Ynez, que cuenta con La Cumbre Peak con una altura de 3985 pies.
El Jardín Botánico de Santa Bárbara está localizado en Mission Canyon.

## Geografía
Mission Canyon se encuentra ubicado en las coordenadas 34°44′31″N 120°16′31″O / 34.74194, -120.27528. Según la Oficina del Censo, la ciudad tiene un área total de 4,2 km² (1,6 mi²), de la cual 4,1 km² (1,6 mi²) es tierra y 0,1 km² (0 mi²) 2.50% es agua.

## Demografía
En el censo de 2000, habían 2,610 personas, 1,065 hogares, y 689 familias residiendo en el CDP. La densidad poblacional era de 1,663.6 personas por milla cuadrada (641.9/km²). Habían 1,115 casas unifamiliares en una densidad de 710.7/sq mi (274.2/km²). La demografía del CDP se conformaba del 93.64% caucásico, 0.42% afroamericano, 0.15% amerindio, 1.30% asiático, 0.04% isleños del pacífico, 2.18% de otras razas, y 2.26% de dos o más razas. Los hispanos o latinos de cualquier raza conformaban el 6.63% de la población. 
Los ingresos medios por hogar en la localidad eran de $79,338, y los ingresos medios por familia eran $103,442. Los hombres tenían unos ingresos medios de $57,222 frente a los $41,131 para las mujeres. La renta per cápita para la localidad era de $43,422. Alrededor del 6.8% de la población estaban por debajo del umbral de pobreza.